# 資訊理論安全性
一個密碼系統具有資訊理論安全性（英語：Information-theoretic security），意思是說它的安全性完全是以資訊理論為基礎的。這種安全性要求即使攻擊者有無限的計算能力也不能破解它。由於一定要使對手根本沒有足夠的資訊來破解，所以這些密碼系統被認為是不能以密碼分析破解的。關於計算強度有一些不能證明的假設，具有資訊理論安全性的加密協議不依靠這種假設，所以當未來電腦有新的發展，例如量子計算，它不容易受到影響。一個具有資訊理論安全性的例子是一次性密碼本。資訊理論安全性通信的概念是在1949年由資訊理論的發明者，美國數學家克勞德·夏農提出來，並用來證明一次性密碼本的系統是安全的。具有資訊理論安全性的密碼系統已被用於最敏感的政府通訊，因為敵方政府會盡最大努力試圖破解。
有一個有趣的特例是完善保密性：密碼系統產生的密文，在沒有密鑰的情況下，除了總長度以外，不可能洩漏任何有關明文的資訊。這其實就是一次性密碼本的保密原理。如果 E 是一個具有完善保密性的加密函數，就任何已知的明文 m 對每個密文 c 至少存在一個密鑰 k 滿足 c = E(k,m) 。可以確定具有完善保密性的任何密碼系統，都必須使用與一次性密碼本效用相同的密鑰。
在面對擁有無限計算能力的對手時，常常可以見到一些密碼系統會洩漏部份的資訊，但仍然可以維持它的安全性。這類型的密碼系統具有資訊理論安全性，但是沒有完善保密性。這裡的安全性是以案例中密碼系統的需求為準。
對很多加密作業而言資訊理論安全性是有用而且有意義的。例如這幾項：
1. 秘密分享方案例如 Shamir's（英语：Shamir's Secret Sharing） 在少於分享機密的人數時，不會洩漏任何機密資訊，所以具有資訊理論安全性 （也具有完善保密性）。
2. 基本上，安全多方计算協定通常，但不是一定具有資訊理論安全性。
3. 具有多重資料庫的 Private information retrieval（英语：Private information retrieval） 對使用者的查詢可以達成資訊理論安全性。
4. 在各種加密基元或操作之間的歸約通常可以達成資訊理論安全性。以理論的角度而言這種歸約很重要，因為可以藉此確認如果基元 {\displaystyle \Pi } 可以實現，那麼基元 {\displaystyle \Pi '} 也可以實現。
5. 對稱密鑰加密 可以用一種叫做 entropic security（英语：entropic security） 的資訊理論概念來架構，這個概念假設對手幾乎不知道一點有關於被傳送的訊息。注意這時要達成的目標是隱藏關於明文的『所有作用』而不是「所有的訊息」。
6. 量子密码学 是資訊理論密碼學中的一大課題。